# San Vito di Cadore
San Vito di Cadore là một đô thị ở tỉnh Belluno, Veneto, phía bắc Italia. Đô thị này có vị trí cách khoảng 9 km so với Cortina d'Ampezzo ở Dolomites, và kề với Monte Antelao. Đây là một khu giải trí mùa Đông nhưng về mùa Hè ngành du lịch cũng sôi động ở đây. Đây là đô thị cuối cùng trước Cortina d'Ampezzo trên tuyến quốc lộ D'Alemagna chạy từ Belluno đế Dobbiaco.